# Felix José Ynojosa Aponte
Felix José Ynojosa Aponte (29 de gener de 1996) és un jugador d'escacs veneçolà que té el títol de Mestre Internacional des del 2011.
A la llista d'Elo de la FIDE del desembre de 2021, hi tenia un Elo de 2393 punts, cosa que en feia el jugador número 3 (en actiu) de Veneçuela. El seu màxim Elo va ser de 2.455 punts, a la llista d'abril de 2014.

## Resultats destacats en competició
El 2004 fou campió de Veneçuela i millor panamericà en la categoria Sub-8. Entre els anys 2008 i 2010, va dominar els Campionats Britànics d'Anglaterra a les categories Sub-12, 13 i 14. En el campionat del món de la joventut fou tercer Sub-12 el 2008 (a Vietnam) i setè Sub-14 el 2010 (a Grècia).
Ha estat quatre cops campió absolut de Veneçuela de forma consecutiva entre els anys 2011 i 2014. El 2013 fou tercer a l'Obert de Badalona (el campió fou Joan Fluvià Poyatos).

### Olimpíades d'escacs
Ynojosa va representar Veneçuela a dues Olimpíades d'escacs els anys 2012 i 2014.